# АК-725
АК-725 (ЗИФ-72) — советская универсальная спаренная корабельная артиллерийская установка калибра 57 мм.
Автоматический артиллерийский комплекс второго послевоенного поколения.

## История
Главные конструкторы А. И. Арефьев и П. А. Тюрин. Принята на вооружение в 1964 году. В 1960-х — 1970-х годах установка широко использовалась на множестве типов советских боевых кораблей, активно экспортировалась за рубеж. Существенным недостатком установки являлась её недостаточная эффективность для защиты от противокорабельных ракет.

## Описание
Состояла из башни со спаренными 57-мм орудиями и радиолокационной системы управления огнём МР-103 «Барс». Резервная система управления огнём — выносной пост управления с визирными колонками с кольцевыми векторными прицелами. Привод — электрический. Использовалась как для огня по воздушным, так и по надводным и наземным целям. Благодаря ленточному питанию, скорострельность доходила до 400 выстрелов в минуту. Боекомплект состоял из унитарных выстрелов с осколочно-трассирующими снарядами с контактными взрывателями массой 2,8 кг, по 1000 снарядов на установку. Дальность стрельбы до 13 километров, начальная скорость снаряда 1020 м/с. Охлаждение стволов орудий осуществлялось забортной водой. Масса установки — 14,5 тонны.

## Тактико-технические характеристики
- Калибр: 57 мм;
- Количество автоматов: 2;
- Длина ствола: 75 клб;
- Углы:
  - Возвышения (макс.): +85°;
  - Снижения (мин.): −12°;
  - Горизонтальный: ±200°;
- Высота башни от основания: 2405 мм;
- Диаметр основания по центрам крепежных болтов: 2885 мм;
- Масса: 14500 кг;
- Скорострельность одного ствола: 200 выстр/мин;
- Длина непрерывной очереди: 100 выстр;
- Масса снаряда: 2,8 кг;
- Начальная скорость снаряда: 1020 м/с;
- Дальность стрельбы: 8420 м;

## Корабли, оснащенные АК-725
Установлены на кораблях:
- Противолодочные крейсера-вертолётоносцы проекта 1123 «Кондор»
- Большие десантные корабли проекта 1171 «Тапир»
- Большие десантные корабли проекта 775 (кроме 3-х БДК третьей серии — 775/III)
- Малые противолодочные корабли проекта 1124 «Альбатрос» (некоторые модификации)
- Малые ракетные корабли проекта 1234 «Овод»
- Ракетные крейсера проекта 1134 «Беркут»
- Большие противолодочные корабли проекта 1134А «Беркут-А»
- «Березина» — корабль комплексного снабжения проекта 1833 «Пегас»
- Плавучие базы подводных лодок проекта 1886
- Морской транспорт вооружения проекта 323В
- Большие морские танкеры проекта 1559-В «Морской простор» (первое время)
- Малые противолодочные корабли проекта 204
- Торпедные катера проект 206М